# دهستان دولاب
دهستان دولاب، یکی از دهستان‌های بخش حرا شهرستان قشم در استان هرمزگان ایران است. مرکز این دهستان، روستای دولاب است.

## جمعیت
بر پایه سرشماری عمومی نفوس و مسکن در سال ۱۳۹۵، جمعیت دهستان دولاب برابر با ۱۰٬۵۹۱ نفر بوده‌است.